# 中华人民共和国铁路车站

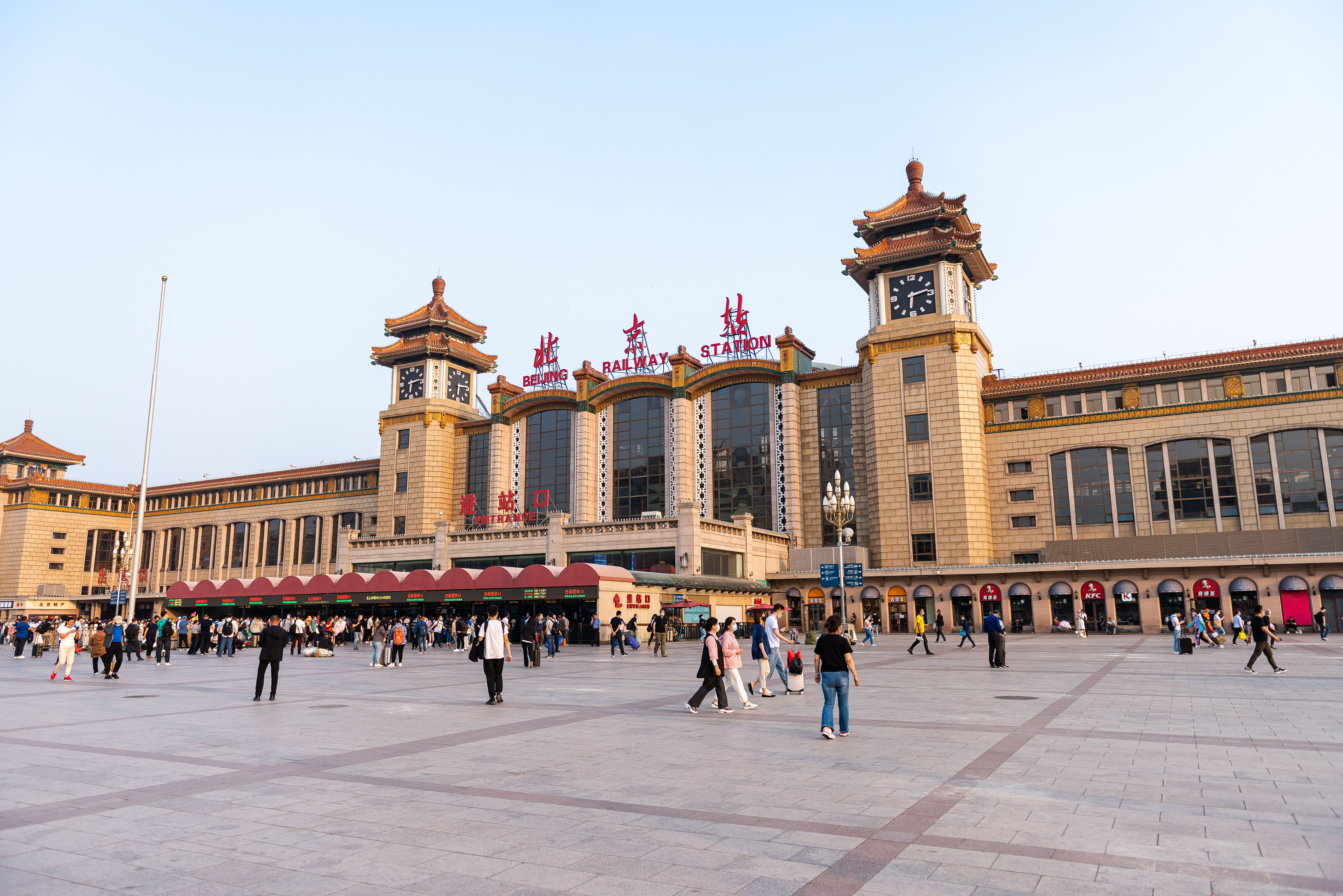
北京站

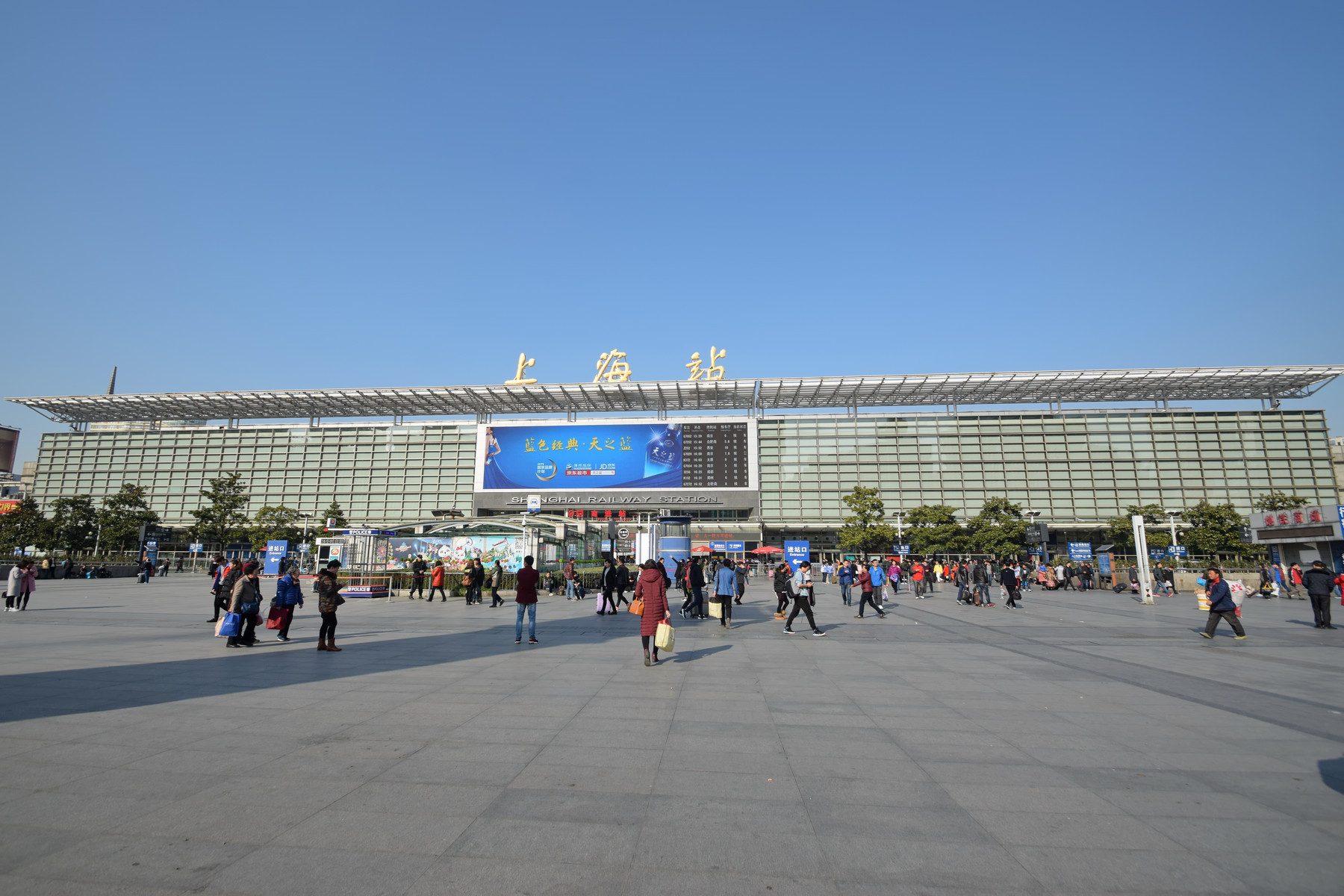
上海站南广场

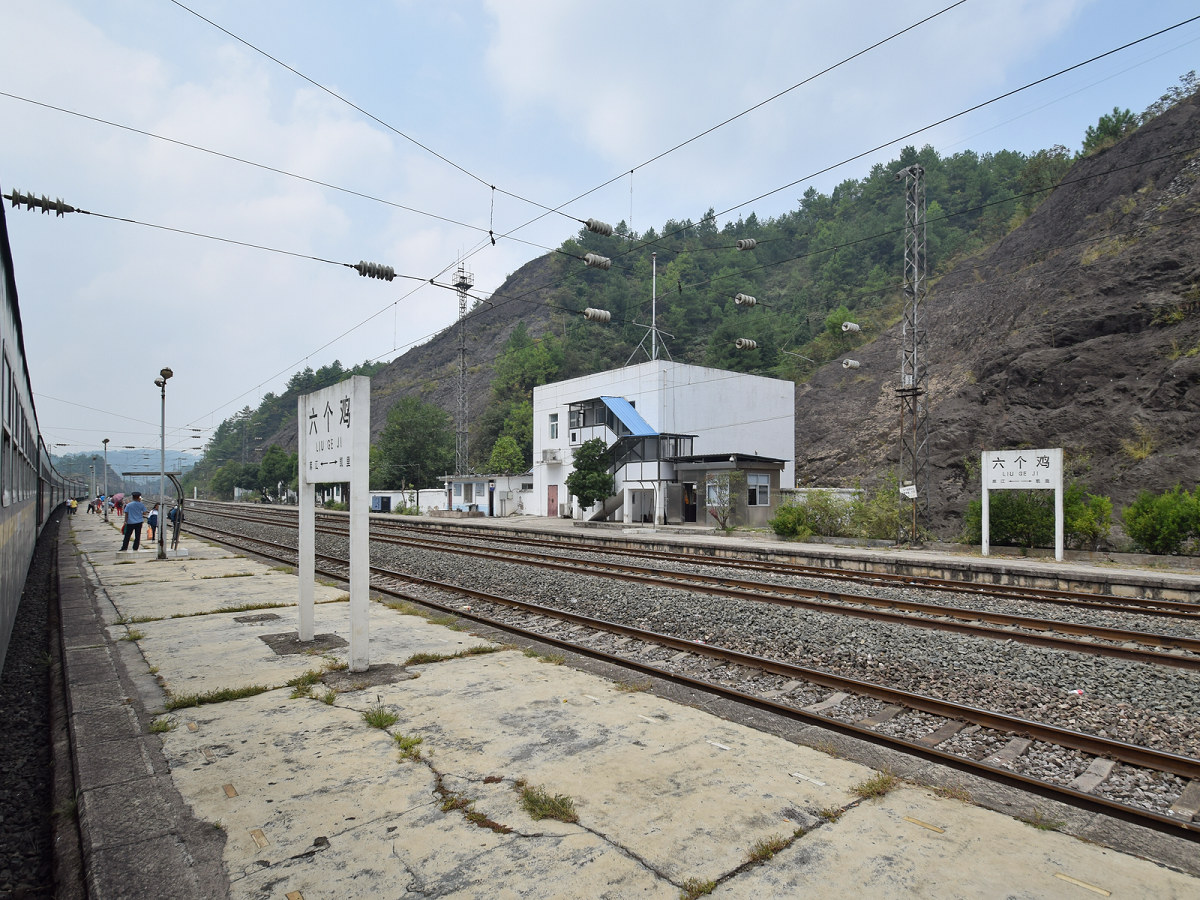
六个鸡站（五等站），在贵州省凯里市炉山镇六个鸡村

中华人民共和国的铁路车站，按照等级分为特等站、一等站、二等站、三等站、四等站、五等站；其中特等站、一等站通常直属于铁路局，二等站至五等站隶属于车务段或邻近的直属大站。按照作业性质分为客运站、货运站、客货运站、工业站、联轨站、港湾站、国境站、换装站、线路所。按技术作业分为编组站、区段站、技术站、中间站、会让站、越行站。车站工作人员大部分为7×24小时的四班运转，每班工作12小时，早6时、晚18时交接班，每班工作12小时，休息24小时，再工作12小时，休息48小时；少部分工作岗位为日勤。运输技术工作必须遵从本站的《车站行车工作细则》（《站细》）。

## 车站内部组织

### 运转车间
- 负责列车的接发、通过、编组、摘挂取送车辆等作业。车站线路种类包括：正线、段管线、安全线、避难线、站线。站线包括：到发线、调车线、牵出线、存车线、货物线、换装线、加冰线、轨道衡线、机械保温车加油线及特殊危险货物车辆停留线、机车走行线、机待线、岔线、渡线、车辆站修线、驼峰迂回线、驼峰推送线、驼峰禁溜线。运转车间按生产组织分为计划、行车、调车三个子系统。
  - 计划子系统的职名由高至低依次为车站调度员（或助理调度员，每个车次设2名，分别负责下行与上行两侧）、统计员、车号长、车号员。车站调度员指挥、协调整个车站的货车取送、货物装卸、旅客列车车底取送、旅客乘降组织。
  - 行车子系统职名由高至低依次为车站值班主任（或称值班站长）、车站值班员和外勤助理值班员、操纵助理值班员、联控助理值班员，此外还有整备工、守车整备员、列尾组长、列尾装置作业员、信号员、机车引导员、道岔清扫员、道口看守员等。车站行车室，是车站值班员、信号员、还有值班站长工作场所，是车站运转的指挥中枢。[1]
  - 调车子系统职名由高至低依次为线路值班员（负责指挥1-3台调车机车，后改称调车区长）、调车长、连结员、制动员、车号员，还包括驼峰值班员、驼峰作业员和扳道长、扳道员。

运转值班人员系指车站值班主任、车站调度员、助理调度员、线路值班员、驼峰值班员、车站值班员、车场值班员、助理值班员、搬道人员、信号人员、车号人员、预报员和中间站参加轮班工作的站长、副站长等。调车工作人员系指：调车组人员，调车区的搬道人员和机械化驼峰作业员等。

### 客运车间
客运人员的作业时间包括组织旅客乘降、迎送列车、必要的卫生清扫、解答旅客询问、发售客票、清点票据或现金、填报报表、办理行包信件等等时间。
- 车间主任、党（总）支部书记、客运副主任、售票副主任、后勤副主任、工会主席、团（总）支部书记、各班值班主任（客运值班站长）、各班党支部书记、各班团支部书记、客运计划员。下设工组：
  - 站台：负责组织旅客站台乘降、列车上水作业。设站台值班员、站台助理值班员、客运员、上水组长、上水员（负责给旅客列车补水）
  - 候车室：客运值班员、客运员（负责检票、进站放行组织）
  - 进站口：安检组长、安检（客运）员
  - 出站口：（出站）检票员、到补员
  - 软席候车室：领班员
  - 总服务台（或称值班站长室）：总服务台值班员、客运员
  - 售票室（或单列为售票车间）：售票值班员、售票员
  - 客运总控室：列车到发通告显示、旅客引导与开检显示、客运广播、视频监控等。职名有广播员。
  - 行包房（或单列为行包车间）：行李值班员、行李员、装卸员
  - 进款室：进款员
  - 后勤辅助部门：食堂、水暖电、保洁

### 货运车间
- 设备包括货运仓库、货车检斤线、货车换装线、大件货物装卸线等。设货运值班员、货运调度员、货运员、货运检查员、货运计划员、核算员。业务可概括为出入或、取送车、装卸车。
- 装卸车间：设装卸派班员、装卸工组。
- 售票车间
- 整备车间
- 行包车间
- 办公室
- 党委办公室
- 客货业务收入室
- 安全（路风）室
- 技术室（工程师、技术员）
- 计划财务室
- 职工教育室
- 劳资人事室
- 统计室
- 档案室
- 武装部
- 工会
- 医务室
- 军代处

## 车站等级
中国大陆的火车站数量繁多，办理的业务种类和数量也不尽相同。根据《全国铁路车站等级核定办法》，铁路车站等级可分为特等站、一等站、二等站、三等站、四等站和五等站，另外还有乘降所和线路所两个类别。下表列举了各个车站等级及相应的条件，车站基本按照下列条件划分等级，但是也会考虑到车站当地的条件。除特等站由各鐵路局集團提出意見、中國國家鐵路集團審批以外，第一、二、三等由各鐵路局集團核定並審批，報国铁集团備案；第四以及五等由各鐵路局集團核定並審批。
| 等级 | 客运站条件                                                         | 客运站条件                                                         | 货运站条件                                                         | 编组站条件                                                         |
| 等级 | 上下车及换乘旅客（人/日）                                          | 到发/中转行包（件/日）                                             | 装卸车数量（辆/日）                                                | 有调作业车（辆/日）                                                |
| --- | ------------------------------------------------------------------ | ------------------------------------------------------------------ | ------------------------------------------------------------------ | ------------------------------------------------------------------ |
| 特等站 | ≥60,000※ ≥20,000▲                                                  | ≥20,000※ ≥2,500▲                                                   | ≥750※ ≥400▲                                                        | ≥6,500※ ≥4,500▲                                                    |
| 一等站 | ≥15,000※ ≥8,000▲                                                   | ≥1,500※ ≥500▲                                                      | ≥350※ ≥200▲                                                        | ≥3,000※ ≥2,000▲                                                    |
| 二等站 | ≥5,000※ ≥4,000▲                                                    | ≥500※ ≥300▲                                                        | ≥200※ ≥100▲                                                        | ≥1,500※ ≥1,000▲                                                    |
| 三等站 | ≥2,000▲                                                            | ≥100▲                                                              | ≥50▲                                                               | ≥500▲                                                              |
| 四等站 | 不具备三等站条件的客运或货运、货物列车解编技术作业的综合业务的车站 | 不具备三等站条件的客运或货运、货物列车解编技术作业的综合业务的车站 | 不具备三等站条件的客运或货运、货物列车解编技术作业的综合业务的车站 | 不具备三等站条件的客运或货运、货物列车解编技术作业的综合业务的车站 |
| 五等站 | 只办理列车会让、越行的会让站与越行站                               | 只办理列车会让、越行的会让站与越行站                               | 只办理列车会让、越行的会让站与越行站                               | 只办理列车会让、越行的会让站与越行站                               |
| ※：办理单项业务的车站，具备其中一项带※的条件，即可成为相应等级的车站 ▲：办理综合业务的车站，具备其中两项带▲的条件，即可成为相应等级的车站 |                                                                    |                                                                    |                                                                    |                                                                    |